# 若林陽介
若林 陽介（わかばやし ようすけ）は、日本の国土交通官僚。国土交通省海事局次長、国土交通省近畿運輸局長、三菱自動車工業執行役員、同社社長付顧問等を経て、全日本トラック協会理事長。

## 人物・経歴
東京大学法学部卒業。1983年運輸省入省。国土交通省大臣官房総務課企画官（総合政策局担当）を経て、2002年国土交通省中部運輸局企画振興部長。2004年国土交通省総合政策局観光部観光地域振興課長。2008年国土交通省港湾局港湾経済課長。2010年国土交通省港湾局総務課長。2011年国土交通省大臣官房参事官（海事担当）。
2012年国土交通省大臣官房審議官（総合政策局、国土政策局、自動車局担当）。同年国土交通省大臣官審議官（国土政策局、自動車局担当）。2014年国土交通省大臣官房審議官（国土政策局、自動車局、運輸審議会、情報政策担当）。2015年国土交通省海事局次長。2016年国土交通省近畿運輸局長。2017年国土交通省大臣官房付、退官。2018年三菱自動車工業嘱託（管理本部長補佐）。
同年三菱自動車工業執行役員管理本部長。2021年三菱自動車工業執行役員 （総務・コミュニケーション、サステナビリティ担当）兼国内営業担当役員補佐（公共調達担当）。2022年三菱自動車工業執行役員総務・コミュニケーション・サステナビリティ本部長兼国内営業担当役員補佐（公共調達担当）。2023年三菱自動車工業社長付（顧問）、全日本トラック協会理事長。